# Libro d'ombra
Libro d'ombra (陰翳礼讃?, In'ei raisan) è un saggio dello scrittore giapponese Jun'ichirō Tanizaki, pubblicato nel 1933.

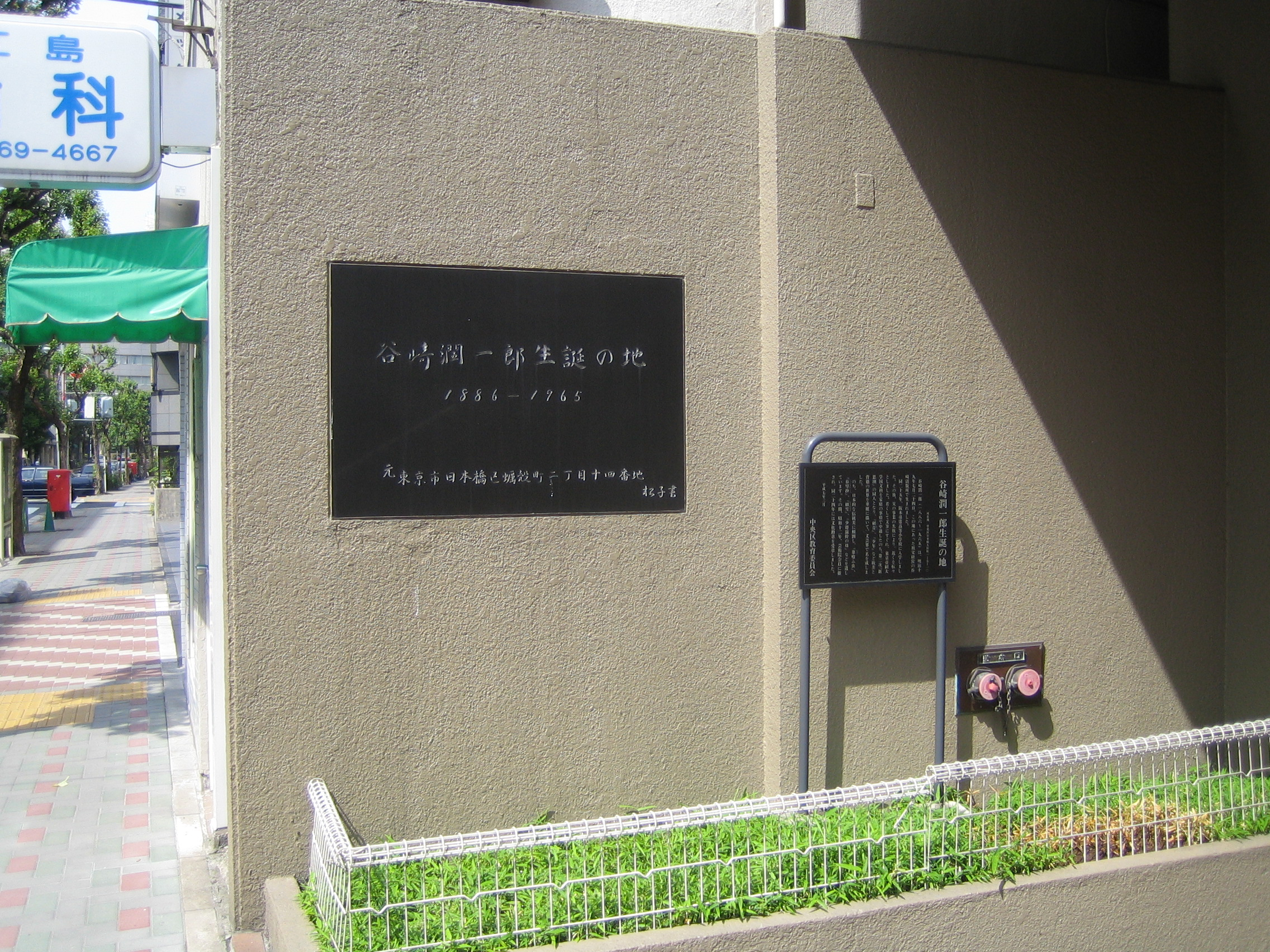
Casa natale di Tanizaki Jun'ichiro

Tanizaki si sofferma sul fascino dell'ombra, esaltato dalla cultura tradizionale giapponese e messo in pericolo dal diffondersi dei modi della civiltà occidentale.
È la bellezza dei gabinetti tradizionali, distanti dall'abitazione ed immersi nell'ombra, così in contrasto con l'esigenza moderna di luminosità ed igiene; della carta giapponese, dell'inchiostro, dell'argenteria che, diversamente dall'Occidente, acquista valore estetico con la patina lasciata dal tempo.
«Ma il solo gabinetto giapponese è interamente concepito per il riposo dello spirito. Discosti dall'edificio principale, i gabinetti stanno accucciati sotto minuscoli cespi selvosi, da cui viene odore di verde di foglie, e di borraccina. È bello, là, accovacciarsi nel lucore che filtra dallo shoji, e fantasticare, e guardare il giardino...».
La casa giapponese tradizionale ha un delicato equilibrio di luci ed ombre; il tokonoma (una rientranza nella parete, nella quale si collocano un dipinto o dei fiori) serve appunto ad aggiungere una nicchia d'ombra alla stanza.
D'ombra è sostanziato anche il teatro nō.
La breve opera di Tanizaki è una difesa pacata della civiltà orientale.
«V'è forse, in noi Orientali, un'inclinazione ad accettare i limiti, e le circostanze, della vita. Ci rassegniamo all'ombra, così com'è, e senza repulsione. La luce è fievole? Lasciamo che le tenebre c'inghiottano, e scopriamo loro una beltà. Al contrario, l'Occidentale crede nel progresso, e vuol mutare di stato. È passato dalla candela al petrolio, dal petrolio al gas, dal gas all'elettricità, inseguendo una chiarità che snidasse sin l'ultima particella d'ombra».